# Денніс О'Браєн (хокеїст)
Денніс О'Браєн (англ. Dennis O'Brien, нар. 10 червня 1949, Порт-Гоуп, Онтаріо) — канадський хокеїст, що грав на позиції захисника.
Провів понад 600 матчів у Національній хокейній лізі.

## Ігрова кар'єра
Хокейну кар'єру розпочав 1968 року.
1969 року був обраний на драфті НХЛ під 14-м загальним номером командою «Міннесота Норт-Старс».
Протягом професійної клубної ігрової кар'єри, що тривала 12 років, захищав кольори команд «Міннесота Норт-Старс», «Колорадо Рокіз», «Клівленд Баронс» та «Бостон Брюїнс».
Загалом провів 626 матчів у НХЛ, включаючи 34 гри плей-оф Кубка Стенлі.

## Статистика
| Сезон        | Клуб                      | Ліга         | Регулярний сезон | Регулярний сезон | Регулярний сезон | Регулярний сезон | Регулярний сезон | Плей-оф | Плей-оф | Плей-оф | Плей-оф | Плей-оф |
| Сезон        | Клуб                      | Ліга         | І                | Г                | П                | О                | ШХ               | І       | Г       | П       | О       | ШХ      |
| ------------ | ------------------------- | ------------ | ---------------- | ---------------- | ---------------- | ---------------- | ---------------- | ------- | ------- | ------- | ------- | ------- |
| 1968–69      | «Сент Катеринс Блек Гокс» | ХЛО          | 52               | 1                | 19               | 20               | 235              | —       | —       | —       | —       | —       |
| 1969–70      | «Айова Старс»             | ЦПХЛ         | 72               | 2                | 18               | 20               | 331              | 11      | 0       | 2       | 2       | 30      |
| 1970–71      | «Клівленд Баронс»         | АХЛ          | 27               | 1                | 6                | 7                | 100              | —       | —       | —       | —       | —       |
| 1970–71      | «Міннесота Норт-Старс»    | НХЛ          | 27               | 3                | 2                | 5                | 29               | 9       | 0       | 0       | 0       | 20      |
| 1971–72      | «Міннесота Норт-Старс»    | НХЛ          | 70               | 3                | 6                | 9                | 108              | 3       | 0       | 1       | 1       | 11      |
| 1972–73      | «Міннесота Норт-Старс»    | НХЛ          | 74               | 3                | 11               | 14               | 75               | 6       | 1       | 0       | 1       | 38      |
| 1973–74      | «Міннесота Норт-Старс»    | НХЛ          | 77               | 5                | 12               | 17               | 166              | —       | —       | —       | —       | —       |
| 1974–75      | «Міннесота Норт-Старс»    | НХЛ          | 56               | 6                | 10               | 16               | 125              | —       | —       | —       | —       | —       |
| 1975–76      | «Міннесота Норт-Старс»    | НХЛ          | 78               | 1                | 14               | 15               | 187              | —       | —       | —       | —       | —       |
| 1976–77      | «Міннесота Норт-Старс»    | НХЛ          | 75               | 6                | 18               | 24               | 114              | 2       | 0       | 0       | 0       | 4       |
| 1977–78      | «Міннесота Норт-Старс»    | НХЛ          | 13               | 0                | 2                | 2                | 32               | —       | —       | —       | —       | —       |
| 1977–78      | «Колорадо Рокіз»          | НХЛ          | 16               | 0                | 2                | 2                | 12               | —       | —       | —       | —       | —       |
| 1977–78      | «Клівленд Баронс»         | НХЛ          | 23               | 0                | 3                | 3                | 31               | —       | —       | —       | —       | —       |
| 1977–78      | «Бостон Брюїнс»           | НХЛ          | 16               | 2                | 3                | 5                | 29               | 14      | 0       | 1       | 1       | 28      |
| 1978–79      | «Бостон Брюїнс»           | НХЛ          | 64               | 2                | 8                | 10               | 107              | —       | —       | —       | —       | —       |
| 1978–79      | «Рочестер Американс»      | АХЛ          | 2                | 0                | 0                | 0                | 2                | —       | —       | —       | —       | —       |
| 1979–80      | «Бостон Брюїнс»           | НХЛ          | 3                | 0                | 0                | 0                | 2                | —       | —       | —       | —       | —       |
| 1979–80      | «Бінггемнтон Дастерс»     | АХЛ          | 6                | 2                | 5                | 7                | 65               | —       | —       | —       | —       | —       |
| Усього в НХЛ | Усього в НХЛ              | Усього в НХЛ | 592              | 31               | 91               | 122              | 1017             | 34      | 1       | 2       | 3       | 101     |